# Gianfranco Clerici (calciatore)
Gianfranco Clerici (Lucca, 16 marzo 1939 – Lucca, 5 agosto 2022) è stato un calciatore italiano, di ruolo difensore.

## Caratteristiche tecniche
Giocò nel ruolo di terzino sinistro.

## Carriera
Giocò in Serie A con il Messina.

## Palmarès

### Club

#### Competizioni nazionali
- Serie C: 1

Lucchese: 1960-1961